# 卡普里奇岩

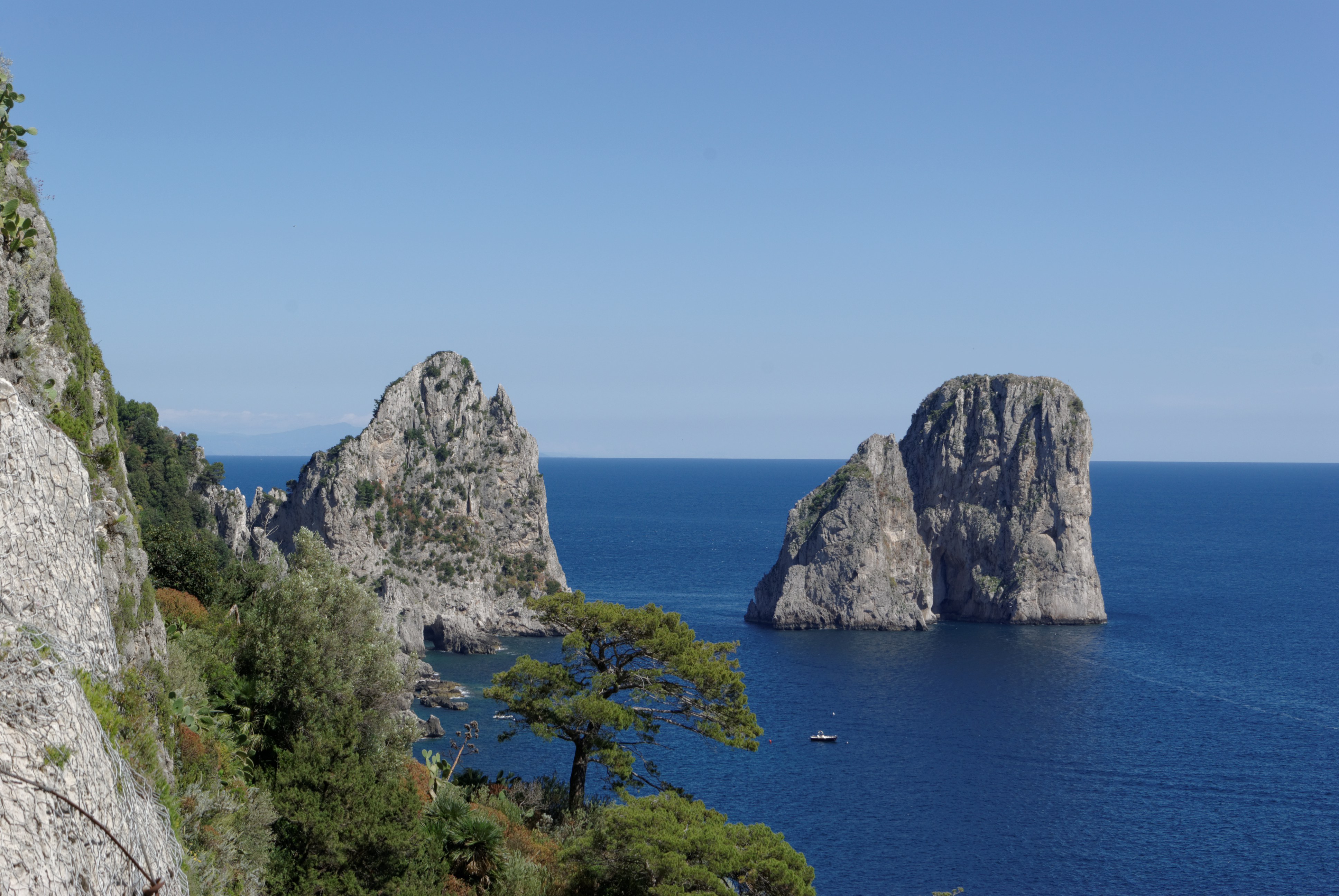

卡普里奇岩（Faraglioni di Capri）是意大利卡普里岛东南方那不勒斯湾中闻名于世的三座岩石山峰。奥古斯都花园提供了观赏此美景的绝佳地点。
三座山峰拥有各自的名称：Faraglione di Terra（109米）、Faraglione di Mezzo（82米）和Faraglione di Fuori（106米）。后者是传说中的蓝蜥蜴唯一的栖息地。